# Аптиково
Аптиково (баш. Әптек) — деревня в Ишимбайском районе Башкортостана, входит в состав Урман-Бишкадакского сельсовета.
Почтовый индекс — 453220, код ОКАТО — 80231875007.

## Название
Название села Аптик дано по имени основателя — Аптик. Выяснить происхождение его и его семьи не удалось.

## История
Поселение азнаевцев. Основана башкирами Юрматынской волости Ногайской дороги на собственных землях, известна с 1795 года под названием Абдюково/Абтюково.
В 1795 в 32 дворах проживал 191 чел., к IX ревизии 1850 г. их стало соответственно 56 и 482, в 1865 в 96 дворах — 503 человека. Занимались скот-вом, бортничеством (сохранилось поныне), земледелием, изготовлением колёс, саней. В 1906 зафиксирована мечеть, бакалейная лавка, хлебозапасный магазин; среди занятий отмечены лесные промыслы, тканьё рогож. После 20-х гг. совр. название.
В 174 дворах проживало 857 человек в 1920 г.
Выселок под названием Новоаптиково образовался после 1920 г.
В конце 30-х гг. XIX в. на 50 дворов с 179 мужчинами и 160 женщинами приходилось 674 лошади, 502 коровы, 99 овец, 178 коз. 200 ульев и 90 бортей имели в своем хозяйстве жители аула. В 1842 г. засеяли 29 четвертей, что равняется 232 пудам озимого и 195 четвертей ярового хлеба, или 1460 пудов.
Жил в деревне участник русского похода на Пруссию 1757 года Абубакир Тагиров. В 1815 году потомки Абубакира Тагирова основали деревню Абубакирово (Стерлибашевский район, ныне в составе деревни Сарайсино). В 1816 году в деревне Аптиково зафиксирован брат Абубакира Аккузя Тагиров.
В 1839 году были живы ветераны Отечественной войны 1812 года из 12-го полка, участвовавшего во взятии Парижа:
- зауряд-хорунжий Мухамет Алимбетов;
- Исянюл Аллагулов;
- Яхъя Киеккузин;
- Ишкул Кусюккулов[2].

Около деревни обнаружено поселение срубной культуры. Срубная культура, археологическая культура бронзового века. Датируется 2-й пол. 2-го тыс. до н. э. — нач. 1-го тыс. до н.э.

## Население
| 1850 | 1920 | 2002 | 2009 | 2010 |
| ---- | ---- | ---- | ---- | ---- |
| 482  | ↗857 | ↘295 | ↗311 | ↘243 |

- 1920—857 жителей, 174 двора
- 1850—482 чел., 56 дворов.

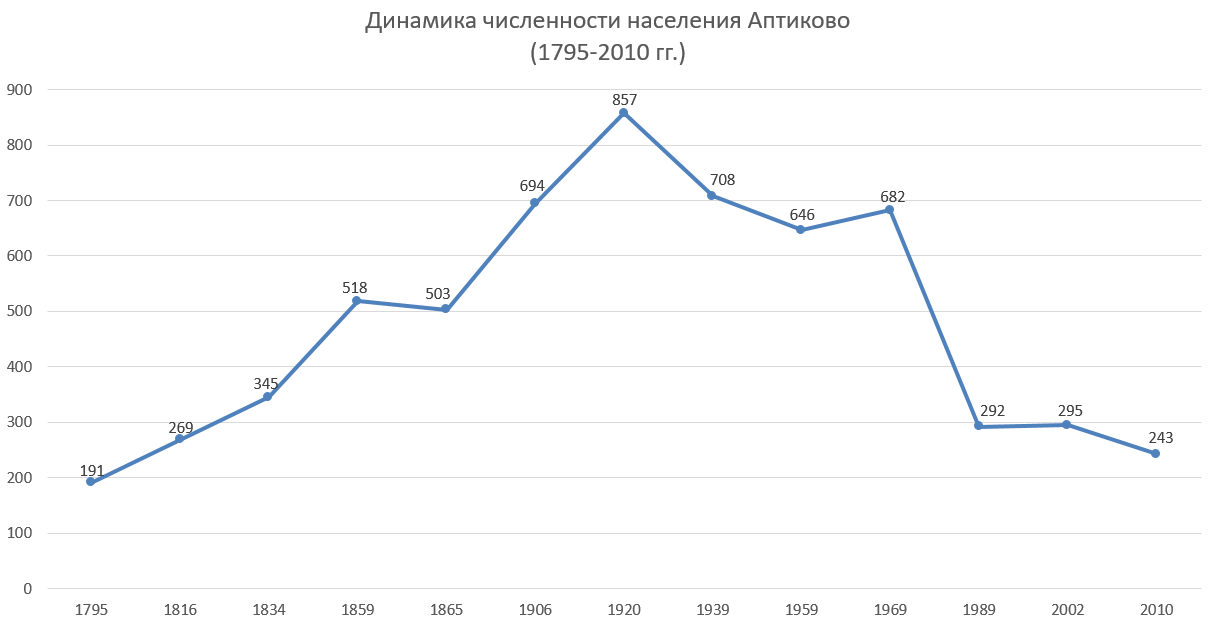

- конец XVIII века — 191 человек, 32 двора[5]

Национальный состав
Согласно переписи 2002 года, преобладающая национальность — башкиры (98 %).

## География
Около деревни протекают р. Селеук и её приток Кашала.
Река Селеук в советское время была запружена, водохранилище имело параметры: V — 175 тыс. м³, S — 0,09 км².

## Географическое положение
Расстояние до:
- районного центра (Ишимбай): 23 км,
- центра сельсовета (Салихово): 5 км,
- ближайшей ж/д станции (Стерлитамак): 50 км.

## Улицы
- Береговая — вдоль реки Селеук.
- Заки Валиди — в честь земляка, Әхмәтзәки Вәлиди.
- Салавата Юлаева — по имени башкирского батыра, Салавата Юлаева, служившего в этих местах в составе Стерлитамакского башкирско-мишарского карательного корпуса.

## Образование
До революции 1917 года действовало училище.
В настоящее время есть начальная школа — 4 класса.

## Религия
В деревне есть мечеть.

## Экономика
Исторически распространено скотоводство, пчеловодство, хлебопашество.
В конце 30-х гг. XIX в. на 50 дворов с 179 мужчинами и 160 женщинами приходилось 674 лошади, 502 коровы, 99 овец, 178 коз. 200 ульев и 90 бортей имели в своем хозяйстве жители аула. В 1842 г. засеяли 29 четвертей озимого, что равняется 232 пудам, и 195 четвертей ярового хлеба, или 1460 пудов.
В советское время работал колхоз им. С. Юлаева.

## Репрессированные уроженцы
Книга памяти Республики Башкортостан приводит сведения о репрессированных аптиковцах:
- Ильясов Ильяс Кидрасович. Родился в 1904 г., Башкирия, Ишимбайский р-н, д. Аптиково; башкир; образование начальное; б/п; колхозник. Арестован 30 октября 1937.обв.: осужден по ст. 58-8.Приговор: ВМН. Расстрелян 28 ноября 1937 г. Реабилитирован в ноябре 1989 г.[8]
- Исламов Гумер Исангулович. Родился в 1877 г., Башкирия, Ишимбайский р-н, д. Аптиково; башкир; неграмотный; б/п; единоличник. Арестован 29 апреля 1931. обв.: по ст. 58-10, 58-11.Приговор: ссылка на 5 лет. Реабилитирован в июле 1989[9].
- Латыпов Сагит Латыпович. Родился в 1851 г., Башкирия, Макаровский р-н, д. Аптиково; башкир; неграмотный; б/п; единоличник. Арестован 4 июня 1931.обв.: по ст. 58-10, 58-11.Приговор: ссылка на 10 лет. Реабилитирован 9 ноября 1989[10].
- Умербаев Ширияздан Нургалеевич. Родился в 1906 г. Проживал: Башкирская АССР, Ишимбайский р-н, Аптиково. Приговорен: в 1934 г. Приговор: раскулачен[11]
- Хамитов Миннибай Хамитович. Родился в 1893 г., д. Аптиково, Макаровский р-н БАССР; башкир; неграмотный; б/п; единоличник. Арестован 6 июня 1931 г. обв.: по ст. 58-10, 58-11. Приговор: к лишению свободы на 10 лет. Реабилитирован 9 ноября 1989[10].
- Хусаинов Агдам. Родился в 1874 г., д. Аптиково, Макаровский р-н БАССР; башкир; образование неполное среднее; б/п; мулла. Арестован 12 августа 1931 г. Приговорен: , обв.: по ст. 58-2.Приговор: к лишению свободы на 3 года. Реабилитирован 9 августа 1989[12].
- Хусаинов Гумер Ганеевич. Родился в 1901 г., д. Аптиково, Макаровский р-н БАССР; башкир; неграмотный; б/п; колхозник. Арестован 10 сентября 1931. Реабилитирован 23 сентября 1931[12].